# Kostel svatého Antonína Paduánského (Hrabětice)
Kostel svatého Antonína Paduánského je římskokatolický kostel svatého Antonína Paduánského v centru Hrabětic na Znojemsku. Původně filiální, nyní farní kostel vznikl v roce 1784 rozšířením barokní kaple z roku 1698. Je od roku 2011 chráněn jako kulturní památka České republiky. Je farním kostelem farnosti Hrabětice.

## Historie
Kaple sv. Antonína z Padovy byla vystavěna v roce 1698. Hrabětice byly v této době „přifařeny“ k nedalekému městečku Hrušovany nad Jevišovkou, kde se pohřbívalo až do zrušení zdejšího hřbitova. Obec se však postupně rozrůstala, kaple nestačila požadavkům věřících a cesta do kostela v Hrušovanech byla dlouhá, proto také bylo rozhodnuto, že v Hraběticích bude zřízena tzv. lokálie. To však nebyla ještě plně funkční fara, ale v obci už bydlel kněz a samostatně byly vedeny i zdejší matriky. Tato situace existovala v Hraběticích od roku 1784. Kaple byla proto rozšířena díky přispění tehdejší farní patronky, hraběnky Anny Kammel, rozené Hardegg. Přístavbou v roce 1859 pak dostal kostel již dnešní podobu. Tehdejší obyvatelstvo tvořili převážně německy hovořící „jihomoraváci“.
V roce 1859 došlo ke zřízení katolické farnosti a byly do ní včleněny obce Hrabětice (s Trávním Dvorem) jako farní obec a také obec Šanov (s Eminým Dvorem, Karlovem, Novým Dvorem a pozdějším nádražím Hrušovany nad Jevišovkou – Šanov) jako obec přidružená či přifařená. Vytvořením farnosti byly obě obce současně vyčleněny z bývalé farnosti hrušovanské. V té době byl v Hrušovanech zrušen hřbitov u kostela sv. Štěpána a farnost pochovávala už na nově vzniklém hřbitově (vybudovaném v roce 1891) na rozhraní obcí Hrabětice a Šanov.
V roce 2005 byl kostel nově vymalován a byly provedeny další nutné interiérové práce. Byly rovněž vyčištěny varhany. V roce 2010 prošel kostel dalšími exteriérovými rekonstrukcemi. Kostel funguje jako farní kostel i pro sousední obec Šanov.

## Šanovská kaple
Šanovská kaple s funkcí zvonice pochází pravděpodobně z poloviny 19. století. 18. října 2009 byla u příležitosti dokončení rekonstrukce obecní zvoničky a zrestaurování sochy Panny Marie Bolestné tato stavbička na návsi obce Šanov vysvěcena a zasvěcena Panně Marii a svatému Václavovi. Začátkem příštího roku[kdy?] chce radnice řešit úpravu zvonu, který ulila v roce 1947 První moravská zvonárna v Brně. Oprava zvonu včetně elektrického pohonu pro vyzvánění je spočítána na 63 000 korun.

## Galerie

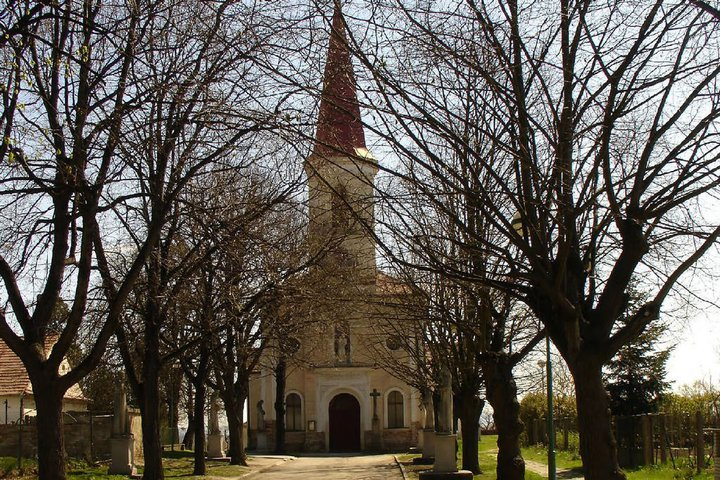
Pohled od příjezdové cesty
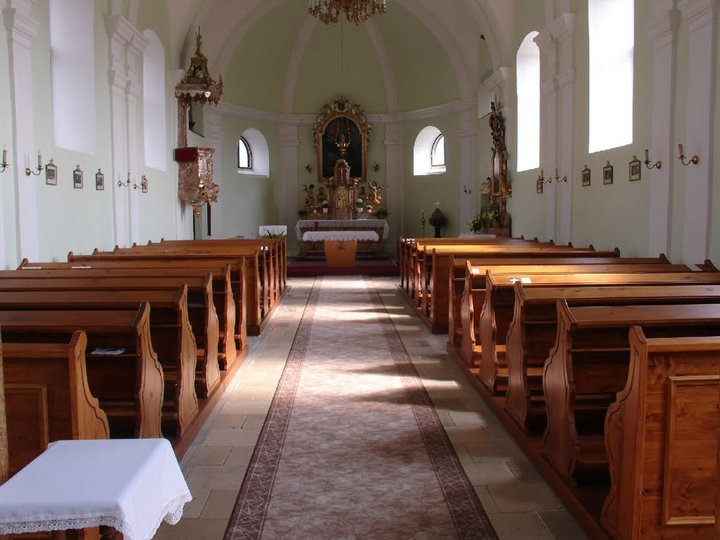
Interiér kostela s pohledem na oltář
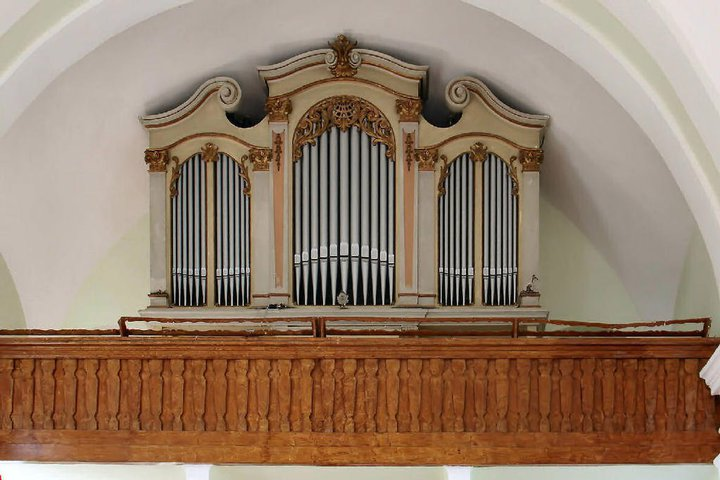
Kostelní varhany
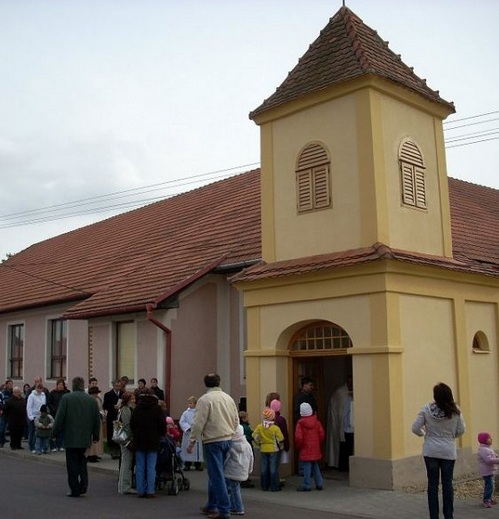
Šanovská kaplička